# Vendée Globe 2020/2021
Vendée Globe 2020/2021 – 9. edycja regat dookoła świata z cyklu Vendée Globe, która rozpoczęła się 8 listopada 2020, startem 33 jachtów w Les Sables-d’Olonne. Regaty odbywają się w klasie IMOCA 60.

## Zasady

### Trasa
Zawiadomienie o regatach zostało podane do wiadomości publicznej 4 października 2019. Regaty wystartowały 8 listopada 2020 roku w pobliżu Les Sables-d’Olonne. Trasa wiedzie przez przylądki Dobrej Nadziei, Leeuwina i Horna z powrotem do Les Sables-d’Olonne. Teoretyczna długość trasy to 24 394 mile (47 617 km).

#### Zamknięta strefa Antarktyczna

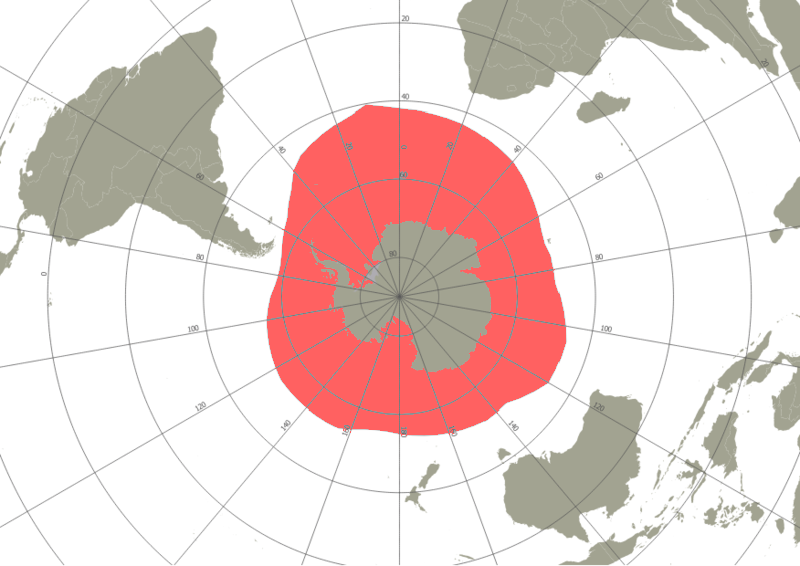
Strefa Antarktyki zamknięta dla żeglarzy

Antarktyczna strefa wykluczenia (ZEA) to strefa zakazana dla żeglugi, ograniczona 72 połączonymi ze sobą punktami, oddzielonymi około 5° długości geograficznej, tak aby uniemożliwić ewentualne spotkania z górami lodowymi. Wszystkie punkty mogą być przesunięte przed i podczas wyścigu w zależności od zasięgu lodu. Przesunięcie punktu może nastąpić jeżeli najbliższy zawodnik będzie w odległości nie mniejszej niż  1500 mil morskich od tego punktu. Topnienie lodowców Antarktydy, które z roku na rok ma coraz większe znaczenie, skłoniło kierownictwo regat, w porozumieniu z żeglarzami, do rozszerzenia obszaru względem wcześniejszych edycji. W edycji 2020–2021 niektóre punkty wykluczenia znajdują się w pobliżu równoleżnika 42° na południe (w południowo-zachodniej części wyspy Gough i północno-zachodniej części Wysp Kerguelena.
W porozumieniu z australijskim Maritime Rescue Coordination Centre i Australian Maritime Safety Authority ZEA został rozszerzony na 46° południa między 105° a 120° długości geograficznej wschodniej w celu ułatwienia poszukiwań w przypadku gdyby wymagana była akcja ratunkowa.

#### Inne obszary o ograniczonym dostępie
Zawodnicy są zobowiązani do przestrzegania systemu rozgraniczenia ruchu między Cabo Fisterra a Wyspami Kanaryjskimi. Powinni też unikać płynięcia wzdłuż wybrzeża Mauretanii, ze względu na ryzyko piractwa.

### Jachty

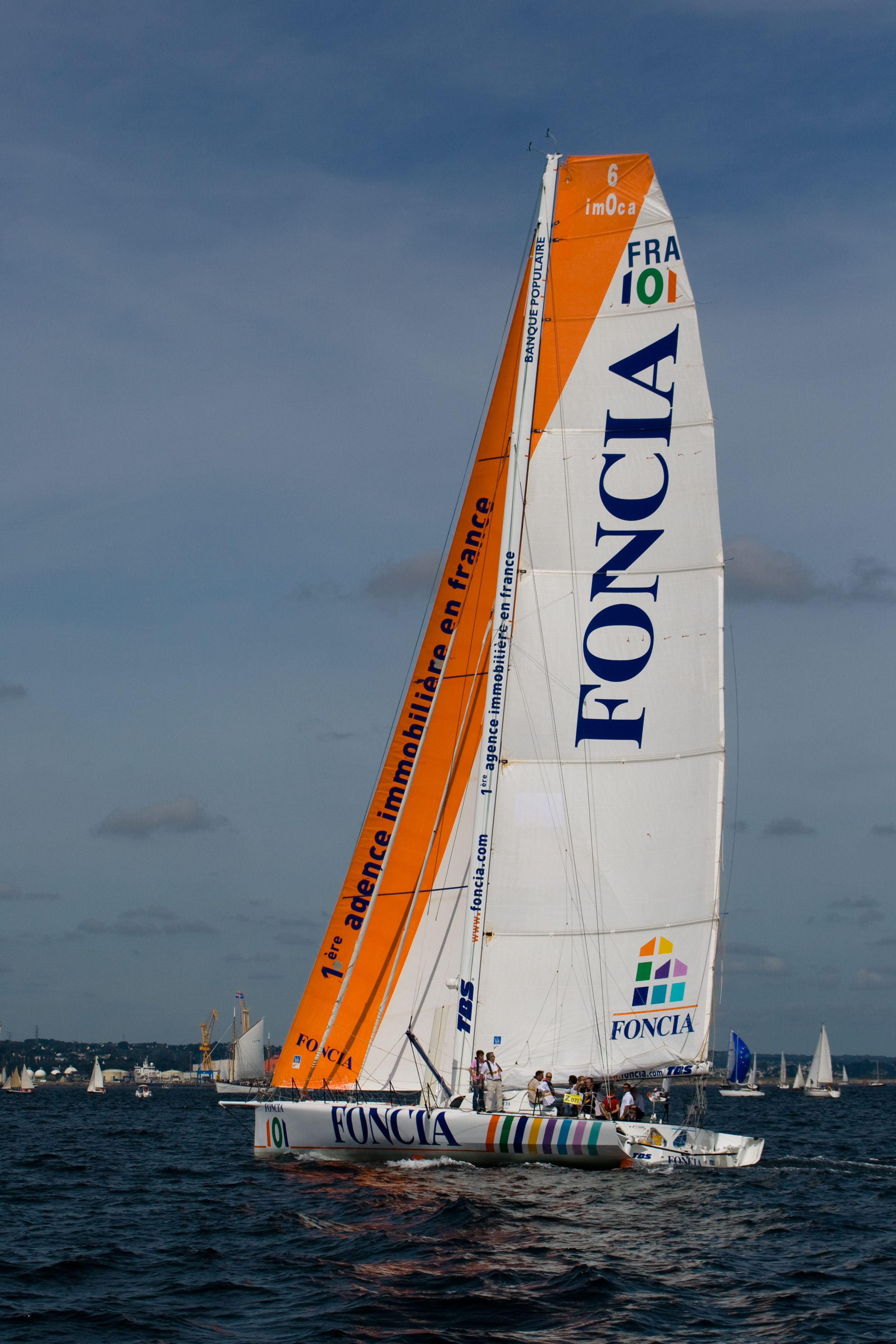
Jacht Foncia (FRA 101) Michela Desjoyeauxa zwycięzcy Vendée Globe 2008/2009

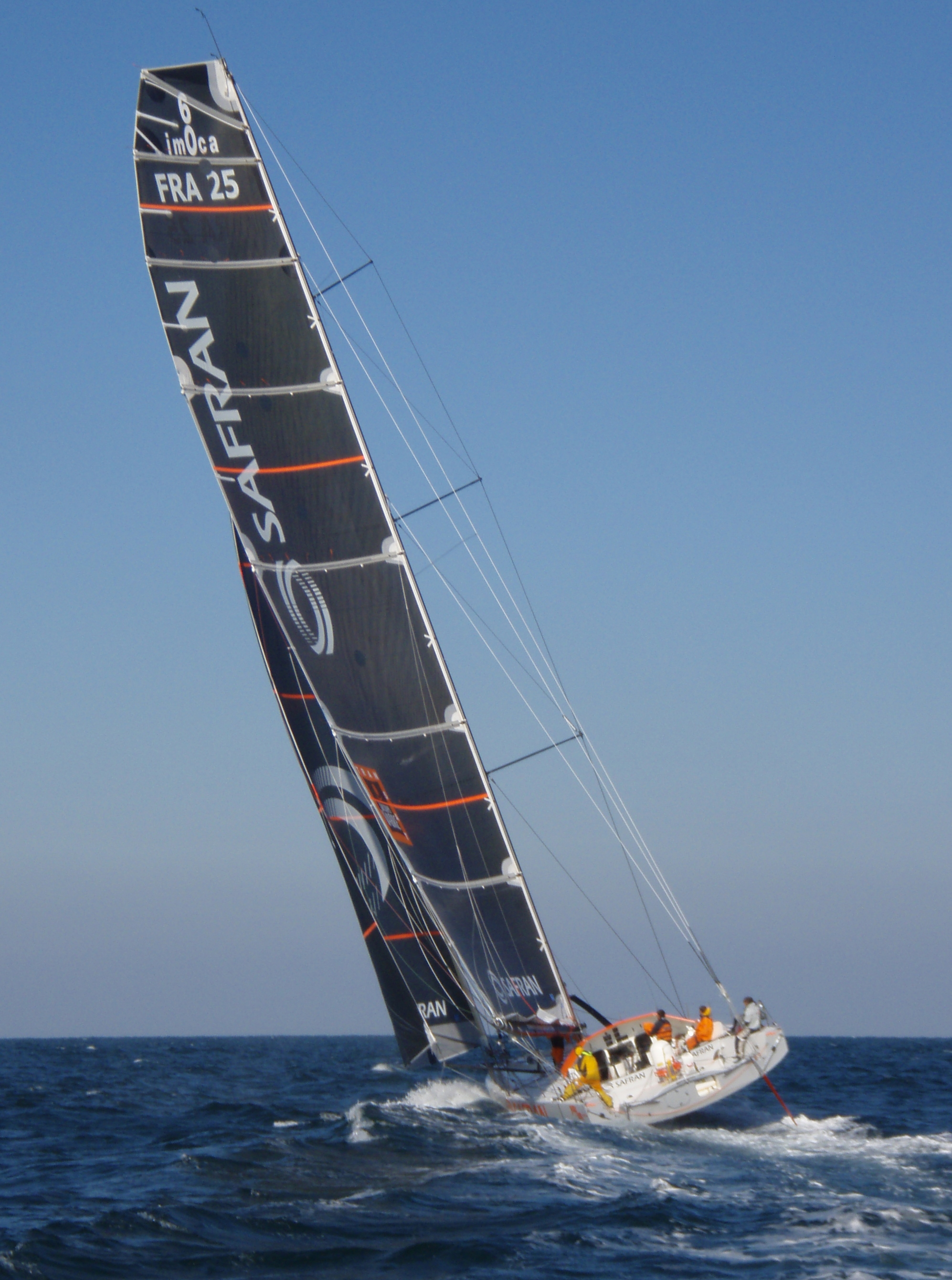
Jacht SAFRAN zbudowany w 2007, na kursie w średnim wietrze w Quiberon Bay

Łodzie dopuszczone do udziału w regatach to jednokadłubowce o długości od 59 do 60 stóp, czyli około 18 metrów. Muszą spełniać najnowsze przepisy klasowe dla IMOCA 60.

### Pomoc i postoje
Vendée Globe to wyścig solowy, bez asysty i bez zawijania do portów. Między wypłynięciem, a powrotem łódź nie może zadokować do żadnej łodzi, na pokładzie nie może przebywać nikt inny niż sternik - z wyjątkiem sytuacji, gdy ratuje innego zawodnika. Można zrobić postój, ale nie schodzić na ląd. Pomoc medyczna udzielana jest zdalnie przez CROSS Gris Nez, który dba o kontakt zawodnika z Centre de consultation médicale maritime oraz lekarzem zawodów. Brzegowy zespół techniczny może doradzać zdalnie, ale naprawy może musi przeprowadzać zawodnik, dysponując jedynie dostępnymi na jachcie środkami. Jedyna możliwa interwencja zewnętrzna dotyczy powrotu zawodników do Les Sables-d’Olonne w ciągu dziesięciu dni od startu i ponowny start.

### Nagrody
800 000 € zostanie rozdzielone między różnych uczestników wyścigu. Zwycięzca dostanie 200 000 €, czyli o 40 000 € więcej niż w poprzedniej edycji. Drugi 140 000 €, a trzeci 100 000 €, po czym spada do 15 000 € aż do 10 miejsca. Zawodnicy z rankingu poniżej 10 miejsca podzielą się kwotą 100 000 €, ale nie więcej niż 10 000 €. Jeśli tylko dziesięciu lub mniej zawodników przekroczy linię mety, pozostałe nagrody zostaną rozdzielone między sklasyfikowanych zawodników.

## Uczestnicy
| Zawodnik             | Narodowość         | Startów | Nazwa jachtu                       | Numer jachtu | Projekt                          | Stocznia                          | Rok budowy |
| -------------------- | ------------------ | ------- | ---------------------------------- | ------------ | -------------------------------- | --------------------------------- | ---------- |
| Fabrice Amedeo       | Francja            | 2       | Newrest - Art & Fenêtres           | FRA 56       | VPLP / Verdier                   | Persico Marine                    | 2015       |
| Romain Attanasio     | Francja            | 2       | Pure - Best Western                | FRA 49       | Farr Yacht Design                | Southern Ocean Marine             | 2007       |
| Alexia Barrier       | Francja            | 1       | TSE - 4MyPlanet                    | FRA 72       | Marc Lombard                     | Mag France                        | 1998       |
| Yannick Bestaven     | Francja            | 2       | Maître CoQ IV                      | 17           | VPLP / Verdier                   | CDK Technologies                  | 2015       |
| Jérémie Beyou        | Francja            |         | Charal                             | 08           | VPLP                             | CDK Technologies                  | 2018       |
| Arnaud Boissières    | Francja            | 4       | La Mie Câline - Artisans Artipole  | FRA 14       | Owen Clarke Design / Clay Oliver | Hakes Marine Construction         | 2007       |
| Louis Burton         | Francja            | 3       | Bureau Vallée 2                    | 18           | VPLP / Verdier                   | CDK Technologies                  | 2015       |
| Didac Costa          | Hiszpania          | 2       | One Ocean One Planet               | ESP 33       | Owen Clarke Design               | Martens Yachts                    | 2000       |
| Manuel Cousin        | Francja            | 1       | Groupe Setin                       | FRA 71       | Farr Yacht Design                | Southern Ocean Marine             | 2007       |
| Clarisse Cremer      | Francja            | 1       | Banque Populaire X                 | FRA 30       | VPLP / Verdier                   | CDK Technologies / Mer Agitée     | 2011       |
| Charlie Dalin        | Francja            | 1       | Apivia                             | FRA 79       | Verdier                          | CDK Technologies                  | 2019       |
| Samantha Davies      | Wielka Brytania    | 3       | Initiatives-Cœur                   | FRA 109      | VPLP / Verdier                   | CDK Technologies / JMV Industries | 2010       |
| Sébastien Destremau  | Francja/ Australia | 2       | Merci                              | 69           | Lavranos                         | Artech Do Brasil                  | 2005       |
| Benjamin Dutreux     | Francja            | 1       | Omia - Water Family                | FRA 09       | Farr Yacht Design                | Offshore Challenges Sailing Team  | 2007       |
| Kevin Escoffier      | Francja            | 1       | PRB                                | FRA 85       | VPLP / Verdier                   | Thierry Eluère / CDK Technologies | 2009       |
| Clément Giraud       | Francja            | 1       | Compagnie du Lit / Jiliti          | FRA 83       | Farr Yacht Design                | JMV Industries                    | 2006       |
| Pip Hare             | Wielka Brytania    | 1       | Medallia                           | GBR 77       | Pierre Rolland                   | Bernard Stamm                     | 1999       |
| Boris Herrmann       | Niemcy             | 1       | Seaexplorer - Yacht Club De Monaco | 16           | VPLP / Verdier                   | Multiplast                        | 2015       |
| Ari Huusela          | Finlandia          | 1       | STARK                              | FIN 222      | Owen Clarke Design               | Hakes Marine - Wellington         | 2007       |
| Isabelle Joschke     | Francja/ Niemcy    | 1       | MACSF                              | FRA 27       | VPLP / Verdier                   | Chantier naval de Larros          | 2007       |
| Jean Le Cam          | Francja            | 5       | Yes We Cam !                       | 001          | Farr Yacht Design                | CDK Technologies                  | 2007       |
| Stéphane Le Diraison | Francja            | 2       | Time For Oceans                    | FRA 92       | Jean-Marie Finot/ Pascal Conq    | Neville Hutton                    | 2007       |
| Miranda Merron       | Wielka Brytania    | 1       | Campagne de France                 | FRA 50       | Owen Clarke Design               | Southern Ocean Marine             | 2006       |
| Giancarlo Pedote     | Włochy             | 1       | Prysmian Group                     | ITA 06       | VPLP / Verdier                   | Multiplast                        | 2015       |
| Alan Roura           | Szwajcaria         | 2       | La Fabrique                        | SUI 07       | Groupe Finot-Conq                | Multiplast                        | 2007       |
| Thomas Ruyant        | Francja            | 2       | LinkedOut                          | FRA 59       | Verdier                          | Persico                           | 2019       |
| Damien Seguin        | Francja            | 1       | Groupe Apicil                      | FRA 1000     | Groupe Finot-Conq                | Multiplast                        | 2008       |
| Kōjirō Shiraishi     | Japonia            | 2       | DMG Mori                           | JPN 11       | VPLP                             | Multiplast                        | 2019       |
| Sébastien Simon      | Francja            | 1       | Arkea-Paprec                       | 4            | Juan Kouyoumdjian                | CDK Technologies                  | 2019       |
| Maxime Sorel         | Francja            | 1       | V and B - Mayenne                  | FRA 53       | VPLP / Verdier                   | Indiana Yachting                  | 2007       |
| Alex Thomson         | Wielka Brytania    | 5       | Hugo Boss                          | GBR 99       | VPLP / Alex Thomson Racing       | Carrington Boat                   | 2019       |
| Armel Tripon         | Francja            | 1       | LOccitane en Provence              | 2            | Sam Manuard                      | Black Pepper                      | 2020       |
| Nicolas Troussel     | Francja            | 1       | Corum lEpargne                     | FRA 6        | Juan Kouyoumdjian                | CDK Technologies / Mer Agitée     | 2020       |

## Wydarzenia
Czas w tabeli jest uniwersalnym czas koordynowanym.
| Data              | Godzinal    | Opis |
| ----------------- | ----------- | --- |
| 8 listopada 2020  | 14:20       | Start z Les Sables-d’Olonne |
| 11 listopada 2020 | 08:45       | Kevin Escoffier z jachtu PRB raportuje problem ze szczelnością hydroskrzydła na sterburcie (prawa burta). |
| 11 listopada 2020 | 09:15       | Uważany za jednego z faworytów Jérémie Beyou na jachcie Charal uderza w niezidentyfikowany obiekt. Uszkodzonego steru nie da się naprawić na wodzie, więc sternik podejmuje decyzję powrotu do Les Sables-d’Olonne, w celu naprawy i ponownego startu. Przepisy regat umożliwiają ponowny start do 10 dni od rozpoczęcia, tzn. do 18 listopada do godziny 14:20 (UTC). |
| 14 listopada 2020 | rano        | Na jachcie DMG MORI Global One sterowanym przez Kōjirō Shiraishi dochodzi do awarii autopilota i dwóch niekontrolowanych zwrotów, w wyniku czego uszkodzeniu ulega grot. |
| 15 listopada 2020 | 08:45       | Kōjirō Shiraishi na jachcie DMG MORI Global One opuszcza grot w celu naprawy – kontynuuje regaty. |
| 17 listopada 2020 | 05:00       | Nicolas Troussel na jachcie CORUM L’Epargne utracił top masztu i wycofał się z regat. |
| 17 listopada 2020 | 05:10       | Jérémie Beyou na jachcie Charal, po 3 dniach napraw, startuje ponownie z Les Sables-d’Olonne. |
| 17 listopada 2020 | -           | Armel Tripon wspina się na maszt w jachtu L'Occitaine w celu przecięcia aluminiowego pierścienia z popsutego systemu haków, który mógłby uszkodzić fał trzeciego foka. |
| 21 listopada 2020 | 19:00       | Alex Thomson raportuje możliwe strukturalne uszkodzenia na swoim jachcie Hugo Boss. |
| 22 listopada 2020 | -           | Aktualny lider Thomas Ruyant na jachcie LInkedOut wspina się na top 28-metrowego masztu w celu odblokowania zaciętego fału. Zacięcie uniemożliwia zmianę żagli. |
| 25 listopada 2020 | 02:00       | W nocy na jachcie LInkedOut, Thomas Ruyant usłyszał głośny dźwięk dochodzący z lewej burty. Inspekcja wykazała uszkodzenia, które nie pozwolą na użycie hydroskrzydła na lewej burcie. |
| 27 listopada 2020 | 19:00       | Alex Thomson raportuje uszkodzenie prawego steru na jachcie Hugo Boss |
| 28 listopada 2020 | -           | Ze względu na brak możliwości naprawienia prawego steru na jachcie Hugo Boss, Alex Thomson wycofuje się z regat i płynie do Kapsztadu. |
| 30 listopada 2020 | 13:46       | Kevin Escoffier z jachtu PRB włącza sygnał ratunkowy. Jean Le Cam – najbliższy zawodnik rusza w stronę Kevina. Łącznie zostanie tam skierowanych czterech sterników. Jacht PRB złamał się wpół i zatonął. |
| 30 listopada 2020 | 23:11       | Po 22 dniach 9 godzinach i 51 minutach od startu prowadzący Charlie Dalin na jachcie APIVIA przekroczył południk przcinający Przylądek Dobrej Nadziei. |
| 1 grudnia 2020    | 01:18       | Kevin Escoffier z jachtu PRB został podjęty na pokład Yes We Cam! przez Jeana Le Cam |
| 2 grudnia 2020    | 08:20       | Sébastien Simon na jachcie ARKEA PAPREC uderzył w UFO (niezidentyfikowany obiekt pływający) co uszkodziło hydroskrzydło na prawej burcie. Sternik wraz z zespołem brzegowym dochodzą do wniosku, że na razie trzeba wstrzymać ściganie i na mocno zrefowanych żagalach obrał kurs na północ w celu wyjścia z obszaru silnego wiatru i wysokich fal.                    |
| 2 grudnia 2020    | 19:00       | Samantha Davies na jachcie Initiatives-Cœur uderzyła w UFO (niezidentyfikowany obiekt pływający). Skierowała się na północ w celu dokonania inspekcji na spokojniejszych wodach. |
| 4 grudnia 2020    | 12:20       | Sébastien Simon na jachcie ARKEA PAPREC wraz z zespołem brzegowym podjęli decyzję przerwania udziału w regatach. Naprawa okazała się niemożliwa do przeprowadzenia. Sternik skierował się stronę Kapsztadu. |
| 4 grudnia 2020    | 12:30       | Alex Thomson na jachcie Hugo Boss dopłynął do Kapsztadu, oficjalnie wycofując się z regat. |
| 5 grudnia 2020    | 17:00       | Samantha Davies na jachcie Initiatives-Cœur wycofała się z regat oraz dopłynęła do Kapsztadu. |
| 5 grudnia 2020    | po południu | Maxime Sorel na jachcie V and B - Mayenne zrobił zwrot w odległości 1,2 mili morskiej (2,2 km) od wykluczonej strefy antarktycznej, której przekroczenie powoduje karę. |
| 6 grudnia         | 12:10       | 360 mil morskich (667 km) na północ od Wysp Crozeta, francuska fregata typu Floréal – „Nivôse” podjęła Kevina Escoffiera z pokładu jachtu Yes We Cam!. Jednocześnie uzupełniono racje żywnościowe Jeana Le Cam. |
| 11 grudnia 2020   | wieczorem   | Manuel Cousin na jachcie Groupe Sétin odkrył poważne pękniecia prawej płetwy sterowej. Po konsultacji z technicznym zespołem brzegowym płetwa została wyjęta i będzie naprawiana. |
| 13 grudnia 2020   | 11:25       | Prowadzący Charlie Dalin na jachcie APIVIA przekroczył południk cieśniny Cape Leeuwin |
| 14 grudnia 2020   | 11:20       | Maxime Sorel na jachcie V and B - Mayenne zgłosił uszkodzenie dwóch kluczowych żagli. Fok 3 (J3) został już naprawiony, natomiast fok 2 (J2) jeszcze czeka na naprawę. |
| 14 grudnia 2020   | 18:00       | Prowadzący Charlie Dalin na jachcie APIVIA zgłosił uszkodzenia lewoburtowego hydroskrzydła. |
| 16 grudnia 2020   | 12:45       | Zawodnicy biorący udział w akcji ratowniczej Kevina Escoffiera otrzymali rekompensaty czasowe: - Jean Le Cam – 16 h 15 min - Yannick Bestaven – 10 h 15 min - Boris Herrmann – 6 h |
| 16 grudnia 2020   | 21:00       | Thomas Ruyant na jachcie LInkedOut odkrył, że przedział dziobowy jest zalany wodą. Sternik zatrzymał się oraz uruchomił pompy w celu osuszenia przedziału w celu dokonania inspekcji. Ponieważ jest on zamknięty za wodoszczelną grodzią żeglarzowi nic nie grozi. |
| 20 grudnia 2020   | rano        | Damien Seguin na jachcie APICIL Group w czasie porannej radiowej rozmowy zgłosił problemy z głównym żaglem spowodowane silnym i niespodziewanym szkwałem. |
| 20 grudnia 2020   | -           | Na jachcie Campagne de France prowadzonym przez Mirandę Merron wystąpiły problemy z generowaniem prądu, ale po dwóch dniach kłopotów i sprawdzeniu wszystkich elementów problem znikł. Błędy w działaniu autopilota spowodowały niekontrolowane zachowania jachtu i problemy z żaglami.                                                                                |
| 20 grudnia 2020   | 13:37       | Yannick Bestaven na jachcie Maître CoQ IV, po przepłynięciu 24 410 mil morskich, jako pierwszy przeciął południk 180°. |
| 26 grudnia 2020   | 16:00       | Alain Roura na jachcie La Fabrique zgłosił problem z hydrauliką kila – został on zablokowany w osi łódki bez możliwości wychylania. |
| 2 stycznia 2021   | 13:42       | Yannick Bestaven na jachcie Maître CoQ IV jako pierwszy przechodzi przylądek Horn. |
| 7 stycznia 2021   | rano        | Pip Hare na jachcie Medallia zgłosiła uszkodzenia i pękniecia lewej płetwy sterowej. Ze względu na uszkodzenia płetwa wymagała wymiany. |
| 11 stycznia 2021  | rano        | Sebastien Destremau na jachcie Merci w czasie porannej inspekcji zauważył duże pęknięcie na dziobie jednostki, tuż przy bukszprycie tuż przy mocowaniu foka J2. |
| 27 stycznia 2021  | 19:35:47    | Charlie Dalin na jachcie Apivia jako pierwszy dopływa do Les Sables-d’Olonne zamykając pętlę dookoła świata. Ze względu na korektę czasu przyznaną Yannickowi Bestavenowi za akcję ratowniczą Kevina Escoffiera, ostatecznie zajmuje drugie miejsce. |
| 6 lutego 2021     | 16:00       | Manuel Cousin na jachcie Groupe Setin zgłosił problem z hydrauliką kila – został on zablokowany w osi łódki bez możliwości wychylania. |
| 11 lutego 2021    | 10:52       | Kōjirō Shiraishi na jachcie DMG MORI Global One ukończył regaty jako pierwszy w historii, azjatycki sternik. |
| 5 marca 2021      | 8:35        | Ari Huusela na jachcie STARK dopływa do mety na 35. miejscu i jako ostatni zawodnik, zamykając tym samym trasę. Jest też pierwszym skandynawski sternikiem, który ukończył Vendée Globe. |

### Przejście równika na południe
| Miejsce | Data               | Godzina | Jacht                             | Sternik              | Czas od startu | Za liderem  | Za poprzednikiem |
| ------- | ------------------ | ------- | --------------------------------- | -------------------- | -------------- | ----------- | ---------------- |
|         | 18 listopada 2020  | 13:19   | HUGO BOSS                         | Alex Thomson         | 9d 23h 59m     | -           | -                |
| 2       | 18 listopada 2020  | 19:08   | LinkedOut                         | Thomas Ruyant        | 10d 5h 48m     | 5h 49m      | 5h 49m           |
| 3       | 18 listopada 2020  | 21:03   | Apivia                            | Charlie Dalin        | 10d 7h 43m     | 7h 44m      | 1h 54m           |
| 4       | 18 listopada 2020  | 23:32   | Yes We Cam!                       | Jean Le Cam          | 10d 10h 12m    | 10h 13m     | 2h 29m           |
| 5       | 19 listopada 2020  | 3:21    | PRB                               | Kevin Escoffier      | 10d 14h 1m     | 14h 2m      | 3h 48m           |
| 6       | 19 listopada 2020  | 3:56    | Bureau Vallée 2                   | Louis Burton         | 10d 14h 36m    | 14h 37m     | 34m              |
| 7       | 19 listopada 2020  | 6:50    | Seaexplorer-Yacht Club de Monaco  | Boris Herrmann       | 10d 17h 30m    | 17h 31m     | 2h 54m           |
| 8       | 19 listopada 2020  | 7:27    | Initiatives-Cœur                  | Samantha Davies      | 10d 18h 7m     | 18h 8m      | 37m              |
| 9       | 19 listopada 2020  | 8:21    | Maître CoQ IV                     | Yannick Bestaven     | 10d 19h 1m     | 19h 2m      | 54m              |
| 10      | 19 listopada 2020  | 10:03   | OMIA Water Family                 | Benjamin Dutreux     | 10d 20h 43m    | 20h 44m     | 1h 41m           |
| 11      | 19 listopada 2020  | 10:51   | Arkea-Paprec                      | Sébastien Simon      | 10d 21h 31m    | 21h 32m     | 48m              |
| 12      | 19 listopada 2020  | 12:56   | Groupe Apicil                     | Damien Seguin        | 10d 23h 36m    | 23h 37m     | 2h 5m            |
| 13      | 19 listopada 2020  | 18:24   | Prysmian Group                    | Giancarlo Pedote     | 11d 5h 4m      | 1d 5h 5m    | 5h 27m           |
| 14      | 19 listopada 2020  | 22:59   | V and B - Mayenne                 | Maxime Sorel         | 11d 9hr 39m    | 1d 9h 40m   | 4h 35m           |
| 15      | 20 listopada 2020  | 8:00    | MACSF                             | / Isabelle Joschke   | 11d 18h 40m    | 1d 18h 41m  | 9h 0m            |
| 16      | 20 listopada 2020  | 11:35   | PURE - Best Western®              | Romain Attanasio     | 13d 13h 21m    | 1d 22h 14m  |                  |
| 17      | 20 listopada 2020  | 11:50   | Banque Populaire X                | Clarisse Crémer      | 13d 17h 11m    | 1d 22h 31m  | 16m              |
| 18      | 20 listopada 2020  | 14:53   | La Fabrique                       | Alan Roura           | 13d 20h 14m    | 2d 1h 34m   |                  |
| 19      | 21 listopada       | 12:37   | Time For Oceans                   | Stéphane Le Diraison | 14d 17h 57m    | 2d 23h 17m  |                  |
| 20      | 23 listopada 2020  | 12:48   | Medallia                          | Pip Hare             | 16d 17h 39m    | 4d 22h 59m  |                  |
| 21      | 23 listopada 2020  | 13:31   | La Mie Câline - Artisans Artipôle | Arnaud Boissières    | 16d 18h 52m    | 5d 12m      |                  |
| 22      | 23 listopada 2020  | 15:03   | One Planet One Ocean              | Didac Costa          | 16d 20h 24m    | 5d 1h 44m   | 1h 32m           |
| 23      | 23 listopada 2020  | 18:04   | Groupe SÉTIN                      | Manuel Cousin        | 16d 23h 25m    | 5d 4h 45m   |                  |
| 24      | 24 listopada 2020  | 6:05    | L'Occitane en Provence            | Armel Tripon         |                | 5d 4h 45m   |                  |
| 25      | 25 listopada 20210 | 22:08   | TSE - 4myplanet                   | Alexia Barrier       | 17d 8h 48m     | 7d 8h 49min |                  |
| 26      |                    |         |                                   |                      |                |             |                  |
| 27      | 25 listopada 2020  | 22:40   | Campagne de France                | Miranda Merron       | 17d 9h 20m     | 7d 9h 21m   |                  |
| 28      | 26 listopada 2020  | 01:58   | Compagnie du Lit/Jiliti           | Clément Giraud       | 17d 12h 38m    | 7d 12h 39m  |                  |
| 29      | 26 listopada 2020  | 09:35   | STARK                             | Ari Huusela          | 17d 20h 15m    | 7d 20h 16m  |                  |
| 30      |                    |         |                                   |                      |                |             |                  |
| 31      | 27 listopada 2020  | 05:43   | DMG MORI Global One               | Kojiro Shiraishi     | 18d 16h 23m    | 8d 16h 24m  |                  |
| 32      | 29 listopada 2021  | 09:42   | Charal                            | Jérémie Beyou        | 20d 20h 22m    | 10d 20h 23m |                  |

### Przejście przylądka Dobrej Nadziei
| Miejsce | Data            | Godzina | Jacht                              | Sternik              | Czas od startu | Za liderem    | Za poprzednikiem |
| ------- | --------------- | ------- | ---------------------------------- | -------------------- | -------------- | ------------- | ---------------- |
| 1       |                 |         |                                    |                      |                |               |                  |
| 2       | 1 grudnia 2020  | 13:41   | LinkedOut                          | Thomas Ruyant        | 23d 21m        |               |                  |
|         | 1 grudnia 2020  |         | Seaexplorer - Yacht Club de Monaco | Boris Herrmann       | 23 13h         | 1d 4h         |                  |
| 5       |                 |         |                                    |                      |                |               |                  |
| 6       | 2 grudnia 2020  | 04:52   | Yes We Cam!                        | Jean Le Cam          |                | 1d 5h 41m     |                  |
| 7       | 2 grudnia 2020  | 5:34    | Groupe APICIL                      | Damien Seguin        |                | 1d 6h 23min   |                  |
| 8       | 2 grudnia 2020  | 8:44    | Maître CoQ IV                      | Yannick Bestaven     | 23d 19h 24m    | 1d 9h 33m     |                  |
| 9       | 2 grudnia 2020  | 10:35   | OMIA Water Family                  | Benjamin Dutreux     | 23d 21h 15m    | 1d 11h 24m    |                  |
| 10      | 2 grudnia 2020  | 12:48   | Prysmian Group                     | Giancarlo Pedote     | 23d 23h 28m    |               |                  |
| 11      |                 |         |                                    |                      |                |               |                  |
| 12      | 3 grudnia 2020  | 16:38   | PURE - Best Western®               | Romain Attanasio     |                | 2d 17h 27m    |                  |
| 13      | 3 grudnia 2020  | 22:03   | Banque Populaire X                 | Clarisse Crémer      |                | 2d 22h 52m    |                  |
| 14      | 6 grudnia 2020  | 14:38   | La Fabrique                        | Alan Roura           | 28d 1h 18m     | 5d 15h 27min  |                  |
| 15      |                 |         |                                    |                      |                |               |                  |
| 16      | 6 grudnia 2020  | 4:48    | Medallia                           | Pip Hare             |                | 5d 5h 37m     |                  |
| 17      | 6 grudnia 2020  | 16:48   | L'Occitane en Provence             | Armel Tripon         |                | 5d 17h 37m    |                  |
| 18      | 6 grudnia 2020  | 17:41   | Time For Oceans                    | Stéphane Le Diraison |                | 5d 18h 30m    |                  |
| 19      | 6 grudnia 2020  | 20:15   | La Mie Câline - Artisans Artipôle  | Arnaud Boissières    |                | 5d 21h 4m     |                  |
| 20      | 7 grudnia 2020  | 18:12   | Groupe SÉTIN                       | Manuel Cousin        | 29d 4h 37m     | 6d 19h 1m     |                  |
| 21      | 11 grudnia      | 05:51   | TSE - 4myplanet                    | Alexia Barrier       | 32d 16h 31min  | 10d 06h 40min |                  |
| 22      | 6 grudnia 2020  | 10:17   | One Planet One Ocean               | Didac Costa          |                | 7d 11h 6      |                  |
| 23      | 11 grudnia 2020 | 06:29   | Campagne de France                 | Miranda Merron       | 32d 17h 9m     | 10d 7h 18min  |                  |
| 24      | 11 grudnia 2020 | 10:53   | DMG MORI Global One                | Kojiro Shiraishi     | 32d 21h 33m    | 10d 11h 42m   | 4h 24m           |
| 25      | 11 grudnia 2020 | 15:59   | Compagnie du Lit/Jiliti            | Clément Giraud       | 33d 2h 39m     | 10d 16h 48m   | 5h 6m            |
| 26      | 12 grudnia 2020 | 01:07   | Charal                             | Jérémie Beyou        | 33d 11h 47m    | 11d 1h 56m    |                  |
| 27      | 12 grudnia 2020 | 11:32   | STARK                              | Ari Huusela          | 33d 22h 12m    | 11d 12h 21m   |                  |

### Przejście przylądka Leeuwin
| Miejsce | Data            | Godzina | Jacht                              | Sternik              | Czas od startu | Za liderem  | Za poprzednikiem |
| ------- | --------------- | ------- | ---------------------------------- | -------------------- | -------------- | ----------- | ---------------- |
| 1       | 13 grudnia 2020 | 11:25   | Apivia                             | Charlie Dalin        | 34d 22h 5m     | -           | -                |
| 2       | 13 grudnia 2020 | 14:37   | LinkedOut                          | Thomas Ruyant        | 35d 1h 17m     | 3h 12m      |                  |
| 3       | 13 grudnia 2020 | 14:46   | Maître CoQ IV                      | Yannick Bestaven     | 35d 1h 26m     | 3h 21m      | 9m               |
| 4       | 14 grudnia 2020 | 0:51    | OMIA Water Family                  | Benjamin Dutreux     | 35d 11h 31m    | 13h 25m     | 10h 5m           |
| 5       | 14 grudnia 2020 | 1:50    | Groupe APICIL                      | Damien Seguin        |                | 14h 24min   | 59m              |
| 6       | 14 grudnia 2020 | 02:13   | Yes We Cam!                        | Jean Le Cam          |                |             |                  |
| 7       |                 |         |                                    |                      |                |             |                  |
| 8       |                 |         |                                    |                      |                |             |                  |
| 9       |                 |         |                                    |                      |                |             |                  |
| 10      | 14 grudnia 2020 | 14:37   | Prysmian Group                     | Giancarlo Pedote     | 36d 1h 17m     |             |                  |
| 11      | 14 grudnia 2020 | 22:33   | Seaexplorer - Yacht Club de Monaco | Boris Herrmann       |                | 20h 43m     |                  |
| 12      | 16 grudnia 2020 | 15:05   | Banque Populaire X                 | Clarisse Crémer      |                | 3d 3h 39m   |                  |
| 13      | 16 grudnia 2020 | 20:27   | PURE - Best Western®               | Romain Attanasio     |                | 3d 9h 1m    |                  |
| 14      | 18 grudnia 2020 | 10:55   | L'Occitane en Provence             | Armel Tripon         |                | 4d 23h 29m  |                  |
| 15      | 21 grudnia 2020 | 08:13   | La Fabrique                        | Alan Roura           | 42d 18h 53m    | 7d 20h 47m  |                  |
| 16      | 22 grudnia 2020 | 01:54   | La Mie Câline - Artisans Artipôle  | Arnaud Boissières    |                | 8d 14h 28m  |                  |
| 17      | 22 grudnia      | 7:30    | Medallia                           | Pip Hare             |                | 8d 20h 4m   |                  |
| 18      | 22 grudnia 2020 | 13:47   | Time For Oceans                    | Stéphane Le Diraison |                | 9d 2h 21m   |                  |
| 19      | 22 grudnia 2020 | 9:43    | One Planet One Ocean               | Didac Costa          |                | 9d 10h 17m  |                  |
| 20      | 23 grudnia 2020 | 18:58   | Charal                             | Jérémie Beyou        | 45d 5h 38m     | 10d 7h 33m  |                  |
| 21      | 23 grudnia 2020 | 19:35   | Groupe SÉTIN                       | Manuel Cousin        | 45d 6h 15m     | 10d 8h 10m  |                  |
| 22      | 24 grudnia 2020 | 04:43   | DMG MORI Global One                | Kojiro Shiraishi     | 45d 15h 23m    | 10d 17h 17m |                  |
| 23      | 26 grudnia 2020 | 03:38   | Campagne de France                 | Miranda Merron       | 47d 14h 18m    | 12d 16h 12m |                  |
| 24      | 26 grudnia 2020 | 12:08   | Compagnie du Lit/Jiliti            | Clément Giraud       | 47d 22h 48m    | 13d 42m     |                  |
| 25      | 26 grudnia 2020 | 11:48   | TSE - 4myplanet                    | Alexia Barrier       | 49d 10h 28m    | 14d 12h 22m |                  |
| 26      | 26 grudnia 2020 | 22:23   | STARK                              | Ari Huusela          | 50d 9h 3min    | 15d 10h 57m |                  |

### Przejście przylądka Horn
| Miejsce | Data             | Godzina | Jacht                              | Sternik              | Czas od startu | Za liderem  | Za poprzednikiem |
| ------- | ---------------- | ------- | ---------------------------------- | -------------------- | -------------- | ----------- | ---------------- |
| 1       | 2 stycznia 2021  | 13:42   | Maître CoQ IV                      | Yannick Bestaven     | 55d 22m        | -           | -                |
| 2       | 3 stycznia 2021  | 3:39    | Apivia                             | Charlie Dalin        | 55d 15h 19m    | 14h 56m     | 14h 56m          |
| 3       | 4 stycznia 2021  | 0:40    | LinkedOut                          | Thomas Ruyant        | 56d 11h 20m    | 1d 10h 57m  | 20h              |
| 4       | 4 stycznia 2021  | 2:40    | Groupe APICIL                      | Damien Seguin        | 56d 13h 20m    | 1d 12h 58m  | 2h               |
| 5       | 4 stycznia 2021  | 14:52   | OMIA - Water Family                | Benjamin Dutreux     | 57d 1h 32m     | 2d 1h 10m   | 12h 12m          |
| 6       | 4 stycznia 2021  | 17:14   | Bureau Vallée 2                    | Louis Burton         | 57d 3h 54m     | 2d 3h 31m   | 2h 21m           |
| 7       | 4 stycznia 2021  | 20:18   | Yes We Cam!                        | Jean Le Cam          | 57d 6h 58m     | 2d 6h 35m   | 3h 4m            |
| 8       | 5 stycznia 2021  | 0:16    | V And B-Mayenne                    | Maxime Sorel         | 57d 10h 56m    | 2d 10h 34m  | 3h 58m           |
| 9       | 5 stycznia 2021  | 1:12    | Prysmian Group                     | Giancarlo Pedote     | 57d 11h 52m    | 2d 11h 29m  | 55m              |
| 10      | 5 stycznia 2021  | 2:27    | Seaexplorer - Yacht Club de Monaco | Boris Herrmann       | 57d 13h 7m     | 2d 12h 44m  | 1h 15m           |
| 11      | 5 stycznia 2021  | 4:01    | MACSF                              | / Isabelle Joschke   | 57d 14h 41m    | 2d 14h 18m  | 1h 34m           |
| 12      | 5 stycznia 2021  | 22:18   | Banque Populaire X                 | Clarisse Crémer      | 58d 8h 58m     | 3d 8h 36m   | 18h 17m          |
| 13      | 6 stycznia 2021  | 8:01    | L'Occitane en Provence             | Armel Tripon         | 58d 18h 41m    | 3d 18h 18m  | 9h 42m           |
| 14      | 7 stycznia 2021  | 5:45    | PURE - Best Western®               | Romain Attanasio     | 59d 16h 25m    | 4d 16h 2m   | 21h 44m          |
| 15      | 11 stycznia 2021 | 11:35   | La Mie Câline - Artisans Artipôle  | Arnaud Boissières    | 63d 22h 15m    | 8d 21h 52m  | 4d 5h 50m        |
| 16      | 11 stycznia 2021 | 13:01   | La Fabrique                        | Alan Roura           | 63d 23h 41m    | 8d 23h 18m  | 1h 25m           |
| 17      | 11 stycznia 2021 | 15:34   | Charal                             | Jérémie Beyou        | 64d 2h 14m     | 9d 1h 52m   | 2h 33m           |
| 18      | 12 stycznia 2021 | 1:56    | Medallia                           | Pip Hare             | 64d 12h 36m    | 9d 13h 12m  | 10h 21m          |
| 19      | 13 stycznia 2021 | 13:03   | Time for Oceans                    | Stéphane Le Diraison | 65d 23h 43m    | 10d 23h 21m | 1d 11h 7m        |
| 20      | 13 stycznia 2021 | 16:02   | One Planet One Ocean               | Didac Costa          | 66d 2h 42m     | 11d 2h 19m  | 2h 58m           |
| 21      | 13 stycznia 2021 | 17:03   | DMG MORI Global One                | Kojiro Shiraishi     | 66d 3h 43m     | 11d 3h 20m  | 1h 1m            |
| 22      | 14 stycznia 2021 | 23:38   | Groupe SÉTIN                       | Manuel Cousin        | 67d 10h 18m    | 12d 9h 55m  | 1d 6h 34m        |
| 23      | 17 stycznia 2021 | 9:23    | Campagne de France                 | Miranda Merron       | 69d 20h 3m     | 14d 19h 40m | 2d 9h 44m        |
| 24      | 17 stycznia 2021 | 11:54   | Compagnie du lit / Jiliti          | Clément Giraud       | 69d 22h 34m    | 14d 22h 11m | 2h 31m           |
| 25      | 24 stycznia 2021 | 21:55   | TSE - 4myplanet                    | Alexia Barrier       | 77d 8h 35m     | 22d 8h 12m  | 7d 10h 1m        |
| 26      | 25 stycznia 2021 | 1:19    | STARK                              | Ari Huusela          | 77d 11h 59m    | 22d 11h 36m | 3h 24m           |

### Przejście równika na północ
| Miejsce | Data             | Godzina | Jacht                              | Sternik              | Czas od startu | Za liderem  | Za poprzednikiem |
| ------- | ---------------- | ------- | ---------------------------------- | -------------------- | -------------- | ----------- | ---------------- |
| 1       | 16 stycznia 2021 | 19:11   | Bureau Vallée                      | Louis Burton         | 69d 5h 51m     | -           | -                |
| 2       | 16 stycznia 2021 | 20:11   | Apivia                             | Charlie Dalin        | 69d 6h 51m     | 59m         | 59m              |
| 3       | 16 stycznia 2021 | 20:49   | Seaexplorer - Yacht Club de Monaco | Boris Herrmann       | 69d 7h 29m     | 1hr 37m     | 37m              |
| 4       | 16 stycznia 2021 | 23:06   | LinkedOut                          | Thomas Ruyant        | 69d 9h 46m     | 3h 54m      | 2h 16m           |
| 5       | 17 stycznia 2021 | 2:36    | Maître CoQ IV                      | Yannick Bestaven     | 69d 13h 16m    | 7h 24m      | 3h 30m           |
| 6       | 17 stycznia 2021 | 5:47    | Groupe APICIL                      | Damien Seguin        | 69d 16h 27m    | 10h 35m     | 3h 10m           |
| 7       | 17 stycznia 2021 | 9:13    | Prysmian Group                     | Giancarlo Pedote     | 69d 19h 53m    | 14h 1m      | 3h 25m           |
| 8       | 17 stycznia 2021 | 14:14   | Yes We Cam!                        | Jean Le Cam          | 70d 0h 54m     | 19h 2m      | 5h               |
| 9       | 17 stycznia 2021 | 14:20   | OMIA - Water Family                | Benjamin Dutreux     | 70d 1h         | 19h 8m      | 6m               |
| 10      | 18 stycznia 2021 | 21:57   | V and B - Mayenne                  | Maxime Sorel         | 71d 8h 37m     | 2d 2h 45m   | 1d 7h 36m        |
| 11      | 19 stycznia 2021 | 20:32   | L'Occitane en provence             | Armel Tripon         | 72d 7h 12m     | 3d 1h 20m   | 22h 34m          |
| 12      | 21 stycznia 2021 | 3:42    | Banque Populaire X                 | Clarisse Crémer      | 73d 14h 22m    | 4d 8h 30m   | 1d 7h 10m        |
| 13      | 23 stycznia 2021 | 2:03    | PURE - Best Western®               | Romain Attanasio     | 75d 12h 43m    | 6d 6h 51m   | 1d 22h 21m       |
| 14      | 25 stycznia 2021 | 4:05    | Charal                             | Jérémie Beyou        | 77d 14h 45m    | 8d 8h 53m   | 2d 2h 1m         |
| 15      | 27 stycznia 2021 | 4:37    | La Mie Câline                      | Arnaud Boissières    | 79d 15h 17m    | 10d 9h 25m  | 2d 32m           |
| 16      | 27 stycznia 2021 | 14:58   | La Fabrique                        | Alan Roura           | 80d 1h 38m     | 10d 19h 46m | 10d 21m          |
| 17      | 27 stycznia      | 20:00   | Time For Oceans                    | Stéphane Le Diraison |                | 11d 48m     |                  |
| 18      | 27 stycznia 2021 | 21:48   | DMG MORI Global One                | Kojiro Shiraishi     | 80d 8h 28m     | 11d 2h 36m  | 1h 48m           |
| 19      | 28 stycznia 2021 | 05:43   | Medallia                           | Pip Hare             |                | 11d 10h 31m |                  |
| 20      | 28 stycznia 2021 | 22:23   | One Planet One Ocean               | Didac Costa          |                | 12d 2h 11m  |                  |
| 21      | 1 lutego 2021    | 13:57   | Groupe SÉTIN                       | Manuel Cousin        | 85d 37m        | 15d 18h 45m |                  |
| 22      | 2 lutego 2021    | 05:52   | Compagnie du Lit/Jiliti            | Clément Giraud       | 85d 16h 32m    | 16d 10h 40m |                  |
| 23      | 2 lutego 2021    | 10:11   | Campagne de France                 | Miranda Merron       | 85d 20h 51m    | 16d 14h 59m | 4h 19m           |
| 24      | 11 lutego 2021   | 22:35   | TSE - 4myplanet                    | Alexia Barrier       | 95d 9h 15m     | 26d 3h 23m  |                  |
| 25      | 12 lutego 2021   | 3:33    | STARK                              | Ari Huusela          | 96d 2h 13m     | 26d 20h 21m |                  |

### Najlepszy dzień
| Data              | Jacht         | Narodowość | Zawodnik         | Dystans (mile) | Średnia prędkość (węzły) |
| ----------------- | ------------- | ---------- | ---------------- | -------------- | ------------------------ |
| 21 listopada 2020 | LinkedOut     | Francja    | Thomas Ruyant    | 515,3          | 21,5                     |
| 31 grudnia 2020   | Maître CoQ IV | Francja    | Yannick Bestaven | 482,32         | 20,1                     |
| 31 grudnia 2020   | Charal        | Francja    | Jérémie Beyou    | 476,66         | 19,9                     |
| 7 grudnia 2020    | Yes We Cam!   | Francja    | Jean Le Cam      | 459,61         | 19,2                     |

## Wyniki

### Meta
| Miejsce | Narodowość      | Sternik              | Jacht                             | Hydroskrzydło | Data             | Godzina  | Czas przed korektą              | Do pierwszego    | Do poprzedniego  | Dystans (mile) | Średnia prędkość |
| ------- | --------------- | -------------------- | --------------------------------- | ------------- | ---------------- | -------- | ------------------------------- | ---------------- | ---------------- | -------------- | ---------------- |
| 1       | Francja         | Yannick Bestaven     | Maître CoQ IV                     | tak           | 28 stycznia 2021 | 3:19:46  | 80d 3h 44m 46s 80d 13h 59m 46s  | -                | -                | 28583,80       | 14,78            |
| 2       | Francja         | Charlie Dalin        | Apivia                            | tak           | 27 stycznia 2021 | 19:35:47 | 80d 6h 15m 47s                  | 2h 31m 1s        | 2h 31m 1s        | 29135,01       | 15,13            |
| 3       | Francja         | Louis Burton         | Bureau Vallée 2                   | tak           | 27 stycznia 2021 | 23:45:12 | 80d 10h 25m 12s                 | 6h 40m 26s       | 4h 9m 25s        | 28649,99       | 14,84            |
| 4       | Francja         | Jean Le Cam          | Yes We Cam!                       | nie           | 28 stycznia 2021 | 19:19:55 | 80d 13h 44m 55s 81d 5h 59m 55s  | 10h 9s           | 3h 19min 43s     | 27501,5        | 14,1             |
| 5       | Niemcy          | Boris Herrmann       | Seaexplorer-Yacht Club de Monaco  | tak           | 27 stycznia 2021 | 10:19:45 | 80d 14h 59m 45s 80d 20h 59m 45s | 11h 14m 59s      | 1h 14m 50s       | 28448,00       | 14,66            |
| 6       | Francja         | Thomas Ruyant        | LinkedOut                         | tak           | 28 stycznia 2021 | 4:42:01s | 80d 15h 22m 1s                  | 11h 37m 15s      | 22m 16s          | 29175,5        | 15,1             |
| 7       | Francja         | Damien Seguin        | Groupe APICIL                     | nie           | 28 stycznia 2021 | 11:18:20 | 80d 21h 58m 20s                 | 18h 13m 34s      | 6h 36m 19s       | 27512,27       | 14,17            |
| 8       | Włochy          | Giancarlo Pedote     | Prysmian Group                    | tak           | 28 stycznia 2021 | 12:02:20 | 80d 22h 2m 20s                  | 18h 17m 34s      | 4m               | 28489,9        | 14,7             |
| 9       | Francja         | Benjamin Dutreux     | OMIA - Water Family               | nie           | 28 stycznia 2021 | 09:05:05 | 81d 19h 45m 20s                 | 1d 16h 34s       | 21h 3min         | 27832,5        | 14,2             |
| 10      | Francja         | Maxime Sorel         | V and B Mayenne                   | nie           | 28 stycznia 2021 | 03:50:15 | 82d 14h 30m 15s                 | 2d 10h 45m       | 18h 44m 55s      | 27832,00       | 14,17            |
| 11      | Francja         | Armel Tripon         | L'Occitane en Provence            | tak           | 1 lutego 2021    | 06:27:50 | 84d 17h 7m 50s                  | 4d 15h 23min 4s  | 2d 4h 37min 35s  | 28315,00       | 13,93            |
| 12      | Francja         | Clarisse Cremer      | Banque Populaire X                | nie           | 3 lutego 2021    | 15:44:25 | 87d 2h 24m 25s                  | 6d 22h 39m 39s   | 2d 7h 16m 35s    | 27697,07       | 13,25            |
| 13      | Francja         | Jérémie Beyou        | Charal                            | tak           | 6 lutego 2021    | 8:15:58  | 89 18h 58s                      | 9d 15h 12s       | 2d 16h 31m 33s   | 29728,45       | 13,80            |
| 14      | Francja         | Romain Attanasio     | PURE - Best Western®              | nie           | 6 lutego 2021    | 16:06:02 | 90d 2h 46m 2s                   | 9d 23h 1m 16s    | 7h 50min 4s      | 27596,98       | 12,76            |
| 15      | Francja         | Arnaud Boissières    | La Mie Câline - Artisans Artipole | tak           | 11 lutego 2021   | 08:56:06 | 94d 18h 36m 6s                  | 14d 14h 51m 20s  | 4d 15h 50min 4s  | 28457,00       | 12,50            |
| 16      | Japonia         | Kojiro Shiraishi     | DMG MORI Global One               | tak           | 11 lutego 2021   | 10:52:56 | 94d 21h 32m 56s                 | 14d 17h 48m 10s  | 2h 56m           | 29067,67       | 12,76            |
| 17      | Szwajcaria      | Alan Roura           | La Fabrique                       | tak           | 11 lutego 2021   | 19:29:56 | 95d 6h 9m 56s                   | 15d 2h 25m 10s   | 8h 37min         | 28603,00       | 12,51            |
| 18      | Francja         | Stéphane Le Diraison | Time For Oceans                   | tak           | 11 lutego 2021   | 21:36:00 | 95d 8h 16m                      | 15d 4h 31min 14s | 2h 6m 4s         | 28663,00       | 12,53            |
| 19      | Wielka Brytania | Pip Hare             | Medallia                          | nie           | 12 lutego 2021   | 00:57:30 | 95d 11h 37m 30s                 | 15d 7h 52m 44s   | 3h 21min 30s     | 27976,9        | 12,2             |
| 20      | Hiszpania       | Didac Costa          | One Planet One Ocean              | nie           | 13 lutego 2021   | 19:47:03 | 97d 6h 27m 3s                   | 17d 2h 42m 17s   | 1d 18h 49min 33s | 28172,00       | 12,07            |
| 21      | Francja         | Clément Giraud       | Compagnie du Lit/Jiliti           | nie           | 16 lutego 2021   | 09:28:31 | 99d 20h 8m 31s                  | 19d 16h 23m 45s  | 2d 13h 41m 28s   | 28137,00       | 11,74            |
| 22      | Wielka Brytania | Miranda Merron       | Campagne de France                | nie           | 17 lutego 2021   | 22:16:51 | 101d 8h 56m 51s                 | 21d 5h 12m 5s    | 1d 12h 48m 20s   | 27656,00       | 11,37            |
| 23      | Francja         | Manuel Cousin        | Groupe Setin                      | nie           | 20 lutego 2021   | 07:35:40 | 103d 18h 15m 40s                | 23d 14h 30m 54s  | 2d 9h 18min 49s  | 29116,00       | 11,69            |
| 24      | Francja         | Alexia Barrier       | TSE - 4MyPlanet                   | nie           | 28 lutego 2021   | 06:23:44 | 111d 17h 3m                     | 31d 13h 18m 58s  | 7d 22h 48min 4s  | 28170,00       | 10,51            |
| 25      | Finlandia       | Ari Huusela          | Stark                             | nie           | 5 marca 2021     | 08:35:46 | 116d 18h 15m 46s                | 36d 14h 31m      | 5d 1h 12min 2s   | 29122,0        | 10,4             |

### Nie ukończyli
| #   | Skiper              | Jacht            | Hydroskrzydło | Data              | Opis |
| --- | ------------------- | ---------------- | ------------- | ----------------- | --- |
| DNF | Sébastien Destremau | Merci            | nie           | 16 stycznia 2020  | Wycofał się ze względu na problemy z autopilotem i systemem sterowania.                                                                      |
| DNF | / Isabelle Joschke  | MACSF            | tak           | 9 stycznia 2020   | Uszkodzony 3 listopada hydrauliczny mechanizm wychylania balastu został zastąpiony przez mechaniczną blokadę, ale ta też uległa uszkodzeniu. |
| DNF | Samantha Davies     | Initiatives-Cœur | tak           | 5 grudnia 2020    | Uszkodzenia z 2 grudnia nie nadawały się do naprawy na wodzie.                                                                               |
| DNF | Sébastien Simon     | ARKEA PAPREC     | tak           | 4 grudnia 2020    | Uszkodzone 2 grudnia hydroskrzydło nie nadawało się do naprawy, do łodzi dostawała się woda.                                                 |
| DNF | Kevin Escoffier     | PRB              | tak           | 1 grudnia 2020    | Jacht złamał się wpół i zatonął. Escoffier opuścił go na tratwie ratunkowej.                                                                 |
| DNF | Alex Thompson       | Hugo Boss        | tak           | 28 listopada 2020 | Uszkodzona prawa płetwa sterowa. |
| DNF | Nicolas Troussel    | CORUM L’Epargne  | tak           | 17 listopada 2020 | Utrata topu masztu. |